# Эвзони
Э́взони (греч. Εύζωνοι) — деревня в Греции. Находится на высоте 108 метров над уровнем моря, на левом берегу Вардара (Аксьоса), близ границы с Северной Македонией, в 12 километрах к северу от Поликастрона, в 61 километре к северо-западу от Салоник и в 362 километрах к северо-западу от Афин. Входит в общину (дим) Пеонию в периферийной единице Килкисе в периферии Центральной Македонии. Население 331 житель по переписи 2011 года.
По восточной окраине деревни проходит автострада 1, часть европейского маршрута E75.
До августа 1927 года называлась Мациково (Ματσίκοβο). Название получила от εύζωνας «эвзон». Эвзоны в настоящее время являются Президентской гвардией, которая несёт почётный караул у Могилы неизвестного солдата и охраняет Президентский дворец в Афинах.
Присоединена к Греции в ходе Первой Балканской войны. До войны село населялось македонскими славянами (в болгарских источниках болгарами), после чего здесь поселились греки македоняне выходцы из Богданци, Гевгелия, Грчиште и Струмицы присоединённых к Сербии , а также, после 1922 года, беженцами понтийцами из Ардагана, Гёле, Гиресуна, Карса и Сухума.

## Сообщество Эвзони
В местное сообщество Эвзони входят четыре населённых пункта. Население — 919 жителей по переписи 2011 года. Площадь — 59,092 квадратного километра.
| Населённый пункт | Население (2011), человек |
| ---------------- | ------------------------- |
| Метаморфосис     | 206                       |
| Платанья         | 382                       |
| Цольядес         | 0                         |
| Эвзони           | 331                       |

## Население
| Год  | Население, человек |
| ---- | ------------------ |
| 1991 | 519                |
| 2001 | 482                |
| 2011 | ↘ 331              |